# Nacionalni park Phong Nha-Kẻ Bàng
Nacionalni park Phong Nha Ke Bang (vijetnamski: Vườn quốc gia Phong Nha-Kẻ Bàng) je nacionalni park u Vijetnamu, 450 km južno of grada Hanoija, na granici dviju vijetnamskih provincija - Quảng Bình i Bac Trung Bo. Park je dio vapnenačkog područja koje se na 2000 km² pruža u Vijetnamu i isto toliko u nacionalnom parku Hin Namno u Laosu Krško područje Phong Nha-Ke Banga je evoluiriao od paleozoika (otprilike od prije 400 milijuna godina), te je najstarije krško područje u Aziji. Zbog masivnih tektonskih promjena njegov krajolik je prepun geomorfoloških tvorevina kao što su podzemne rijeke, suhe špilje, terasaste špilje, obješene špilje, dendritske i prosijecajuće špilje.
Park, površine 857.54 km², je osnovan 1986. godine kako bi se zaštitila jedno od dva najveća krška područja na svijetu s više od 300 špilja i podzemnih otvora, ali i ekosustav vapnenačkih šuma u gorju Annamite. God 2003. uvršten je na UNESCO-ov popis mjesta svjetske baštine u Aziji i Oceaniji kao "jedinstven kompleks geomorfoloških tvorevina velike važnosti u čijem velikom području se nalazi spektakularni kompleks 65 km špilja i podzemnih rijeka".
God. 2005. otkriveno je kako je špilja Thien Duong duga 31 km, a do tada se za najveću smatrala obližnja špilja Phong Nha, duljine 7,729 km, no sada je otkriveno kako je ova ipak duga (do sada utvrđenih) oko 44,5 km. Njezin ulaz je otvor kroz koji izlazi najveća podzemna rijeka Son, ali i mjesto gdje turisti mogu s čamcima ući 1500 metara u njezinu unutrašnjost. Ostale znamenite špilje su Vom (15 km) i Hang Khe Rhy (18,902 km) i Son Doong (6,5 km).
Oko 92% parka je prekriveno tropskom šumom, od koje je 92,2% prašuma. Iako je strašno stradala u Vijetnamskom ratu, ova šuma se brzo obnavlja i danas je u dobrom stanju. Ona ima visoku razinu biljne bioraznolikosti mnogih vaskularnih biljaka.
U parku je zabilježeno 568 vrsta kralježnjaka, od čega 113 vrsta sisavaca, 81 vrsta reptila i vodozemaca, 302 vrste ptica i 72 vrste riba. Od sisavaca tu žive ugrožene vrste kao što su: tigar, azijski mrki medvjed, azijski slon, jelen muntžak, azijski divlji pas, i novopronađena endemska vrsta malog goveda - saola. Park je jako bogat i primatima s 10 vrsta i podvrsta koji čine 45% ukupnog broja vrsta u Vijetnamu.
- Panorama parka Phong Nha-Ke Bang
- Špilja Thien Duong
- Otvor špilje Phong Nha
- Špilja Phong Nha

## Poveznice
Najslavnije krške tvorevine na svijetu:
- Gunung Mulu, Malezija
- Zaljev Hạ Long Vijetnam
- Krške špilje Aggteleka i Slovačkog krša
- Krške i evaporitne špilje Sjevernih Apenina (Italija)
- Južnokineski krš
- Škocjanske jame, Slovenija